# 박수종 (법조인)
박수종은 대한민국의 변호사이다.